# Schloss Rohrbach (Kallmünz)

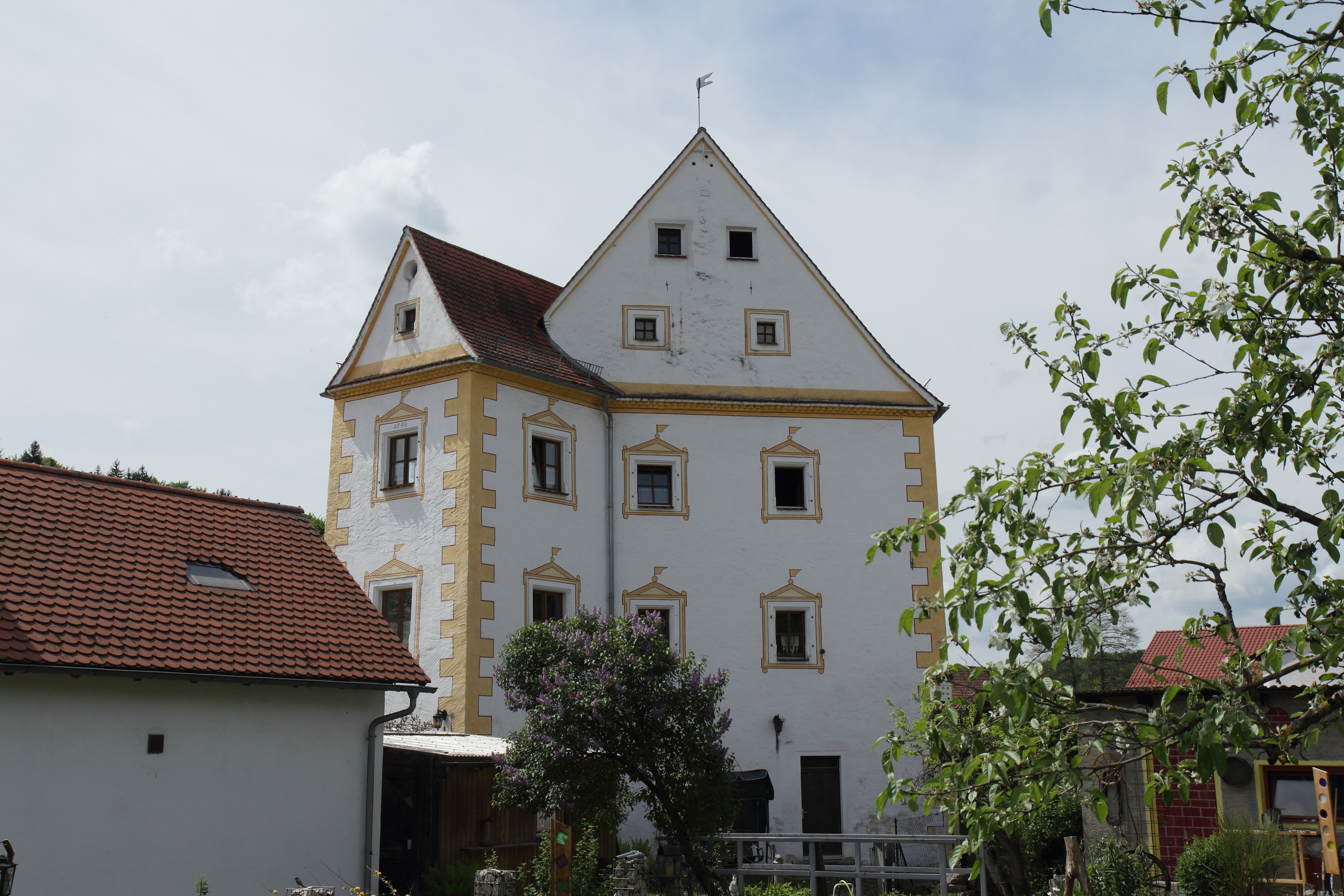
Hammerschloss Rohrbach

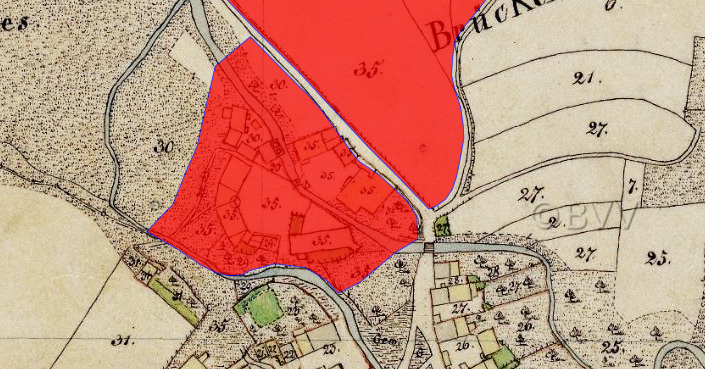
Lageplan des Schlosses Rohrbach (Kallmünz) auf dem Urkataster von Bayern

Das Schloss Rohrbach ist ein denkmalgeschütztes Gebäude Am Anger 1/ Mühlweg 1 im Kirchdorf Rohrbach, das wiederum ein Gemeindeteil des Marktes Kallmünz im Landkreis Regensburg (Bayern) ist. Die Anlage ist unter der Aktennummer D-3-75-156-74 als Baudenkmal verzeichnet. „Archäologische Befunde des Mittelalters und der frühen Neuzeit im Bereich des ehem. Hammerschlosses von Rohrbach mit zuhörigem Eisenhammer“ werden zudem als Bodendenkmal unter der Aktennummer D-3-6837-0186 geführt.

## Geschichte
Rohrbach wird bereits im 9. Jahrhundert erwähnt. Es gehörte ursprünglich den Markgrafen von Hohenburg. Berthold von Hohenburg übergab am 20. September 1241 Burg und Dorf Rohrbach Bischof Siegfried von Regensburg und bekam dieses als Lehen wieder zurück. Nach dem Tode des letzten Hohenburgers (1257) beanspruchte Herzog Ludwig von Bayern Rohrbach als wittelsbachisches Lehen, musste es aber 1272 an das Hochstift Regensburg übergeben. Seitdem blieb die Lehensoberhoheit beim Bistum Regensburg.
Als erster Hammerbesitzer zu Rohrbach wird am 19. Januar 1370 die Witwe Alheit des Ulrich von Rohrbach erwähnt, die ebenso wie ihre Söhne Rüger, Jörg und Steffen Bürgerin von Amberg stammt. Diese haben hier einen Schienhammer betrieben, der aber später in einen Blechhammer umgewandelt worden ist. 1444 haben Konrad Braun und die Gebrüder Niklas und Albrecht Areisen den Hammer und die Mühle zu Rohrbach als Lehen des Bischofs Friedrich von Regensburg inne. Am 26. Juni 1445 erhielt den Blechhammer zu Rohrbach der Amberger Bürger Hans B(P)achmann. Dieser konnte die Schulden abtragen und betrieb auch eine Erzgrube auf dem „Arzberg“ bei Rohrbach. 1457 ist Conrad Knorr († 1481) Hammermeister zu Rohrbach, muss den Hammer aber wegen seiner Schulden an den Rentmeister Michel Walrab übergeben. 1523 ist hier Hans Pleyer, Hammermeister von Schönhofen, ansässig. 1536 wird der Hammer von Leonhard Winkelmann betrieben. Auf diesen folgt 1545 Wolfgang Sauerzapf; diese Familie hat bis zum Aussterben dieses Geschlechts im Jahre 1762 mit Carl Ferdinand Sauerzapf den Hammer inne. Sein Erbe hinterließ er seinen mütterlichen Verwandten, den Stettnern von Grabenhof. Obwohl weitere Verwandte gegen dieses Testament prozessierten, wurde der Besitz an folgende Intestaterben (d. h. Erben in gesetzlicher Folge) übergeben: Oberst Johann Christoph von Grabenhofen, Johann und Gottfried Stettner von Grabenhofen sowie an General Ludwig August Wilhelm von Phul als Mandant in Namen seiner Schwiegermutter der verwitweten Obristin von Kässlau, geborene Stettnerin von Grabenhofen. Diese Erbengemeinschaft verkaufte den Besitz am 7. Oktober 1779 an den Obristleutnant von Adrian, der aber bereits 1784 das Gut an den Reichseglen Joseph von Axthalb, der bereits das benachbarte Traidendorf besaß. Nach mehreren Besitznachfolgern wurde das Gut zertrümmert.

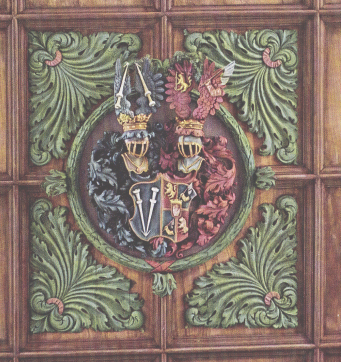
Ehewappen des Johann Daniel Sauerzapf und seiner Gemahlin Elisabeth Stettner

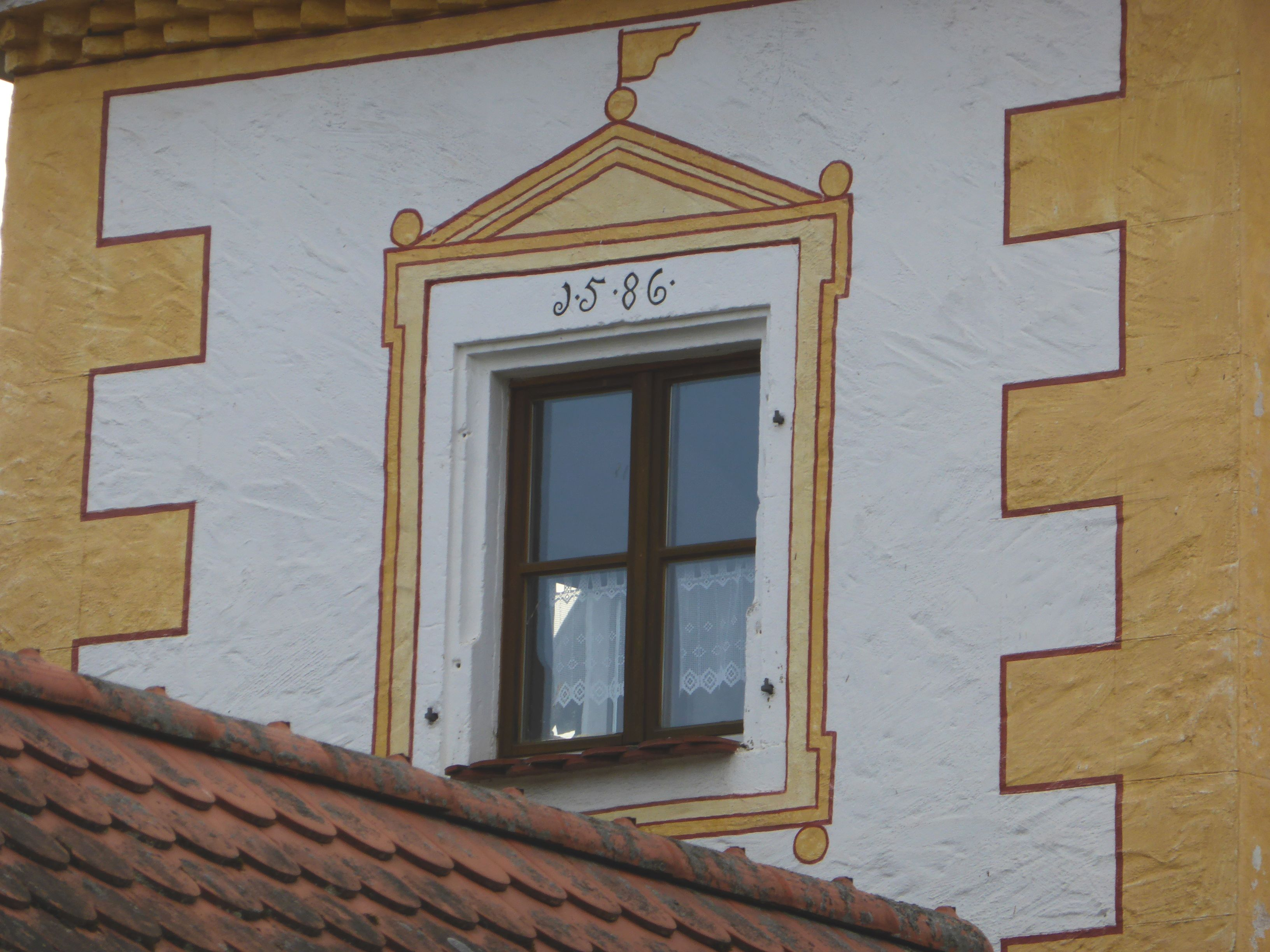
Eckerker von Hammerschloss Rohrbach mit Jahreszahl 1586

Die Sauerzapf haben ihr Familiengrab in der Pfarrkirche Heilige Dreifaltigkeit in Rohrbach, wovon verschiedene Grabsteine dieser Familie zeugen. Auf der flachen Leistendecke des Langhauses dieser Kirche befindet sich zudem das Ehewappen des Johann Daniel Sauerzapf und seiner Gemahlin Elisabeth Stettner von Grabenhof, die sich 1683 vermählt haben.

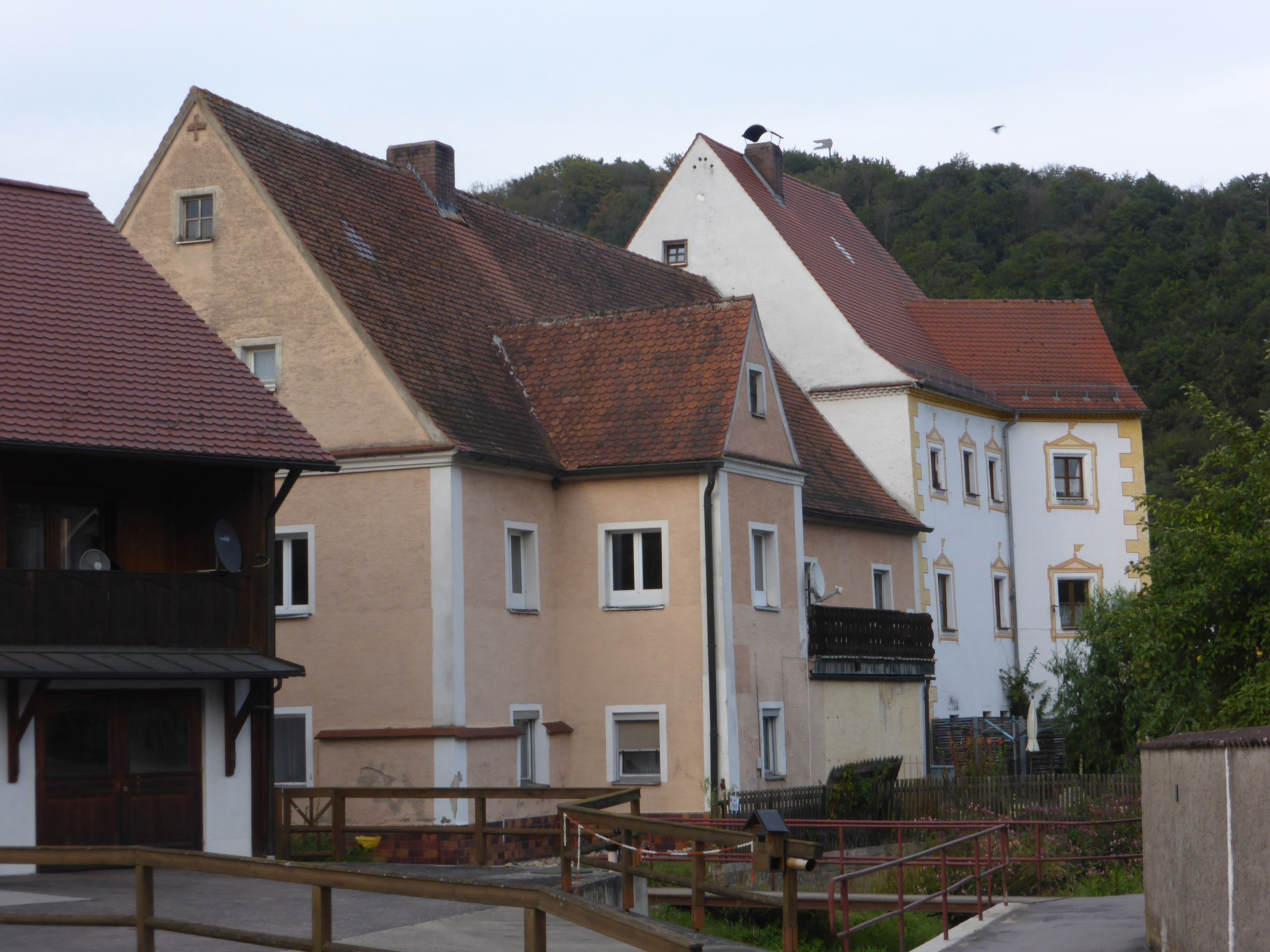
Hammerschloss Rohrbach mit ehemaliger Schlossschänke

## Gebäude
Das ehemalige Hammerschloss ist ein spätgotisches dreigeschossiges und traufständiger Giebelhaus mit seitlich versetztem Erkerhaus von 1586 (bez.); dieser Bau wurde von Hans Melchior Sauerzapf errichtet. Der zweigeschossige Flügelbau mit Satteldach und profiliertem Steinportal stammt wohl aus dem 17. Jahrhundert. An das Schloss schließt die ehemalige Schlossschänke an.
1586 erfolgt ein erkerartiger Anbau des Schlosses. Das Schloss befindet sich heute in Privatbesitz.

## Glasschleife zu Rohrbach
In der Nähe des Hammerschlosses lag am Forellenbach das Schleif- und Polierwerk Rohrbach (heute auch als Rauschermühle bezeichnet). Den Antrag auf Errichtung des Werkes stellte Franz von Paur, der bereits in Loisnitz (heute Ortsteil von Teublitz) und Münchshofen solche Werke betrieb. 1817 stellte er den zusätzlichen Antrag auf eine Konzession zum Betrieb einer Spiegelglasschleife. Nach Franz von Paur waren die Besitzer Xaver Heindl (1816), Joseph Eigner (1852), Ferdinand Fleißner von Thann (1855), Georg Weigert (1880), Lorenz Zoebelin aus Nürnberg (1882), Georg Wittmann (1925) und Tobias Maul (1935). In den 1930er Jahren ist die Produktion eingestellt worden, 1937 wird die Bauruine in ein Wohnhaus für Tobias Maul umgebaut.